# Janis Karpinski
Pour les articles homonymes, voir Karpinski.
Janis Leigh Karpinski (née le 25 mai 1953) était général de brigade de la 800e Military Police Brigade dans l'armée des États-Unis en commande de trois prisons en Irak en 2003 ainsi que de huit bataillons de 3 400 soldats au total. Elle est une personnalité centrale du scandale fortement médiatisé en 2004 autour des abus et tortures à la prison d'Abou Ghraib à la suite de la diffusion de photographies montrant des soldats américains infligeant des sévices à des détenus. Elle fut dégradée avant d'être à nouveau promue à ce rang juste avant sa retraite. Elle publia son témoignage en 2005 sous le titre One Woman's Army, dans lequel elle déclare que les abus ont été perpétrés par des civils employés par l'armée mais formés en Afghanistan sous les ordres de Donald Rumsfeld et que sa sanction était politique.

## Le point de vue de Janis Karpinski sur le scandale
Karpinski était le seul commandant féminin en Irak. Elle avait déjà été présente au Moyen-Orient lors de la guerre d'Irak où elle avait dirigé seize prisons. Présentée par plusieurs médias comme une présence « maternelle » parmi les militaires, elle fut même décrite par un journaliste du St Petersburg Times comme une femme qui prenait soin de ses soldats et « les aimaient comme ses propres enfants ». Mais ce capital de sympathie et les efforts qu'elle fit  pour l’intégration des femmes dans l’armée volèrent en éclats avec la révélation des scandales. Elle eut le temps de déclarer qu’elle n’avait aucune connaissance des abus avant qu’on lui demande officiellement de garder le silence. Elle se décrivit ensuite comme l’agneau sacrificiel dans cette affaire et la victime d’une tentative qui aurait cherché à démontrer « ce qui se passe quand on envoie des femmes à la guerre. » Selon elle, le fait que les abus lui aient été cachés était une manœuvre pour la discréditer et ne pas la voir réussir dans son action pour faciliter l’intégration des femmes dans l’armée.

## Films sur le scandale d'Abou Ghraib

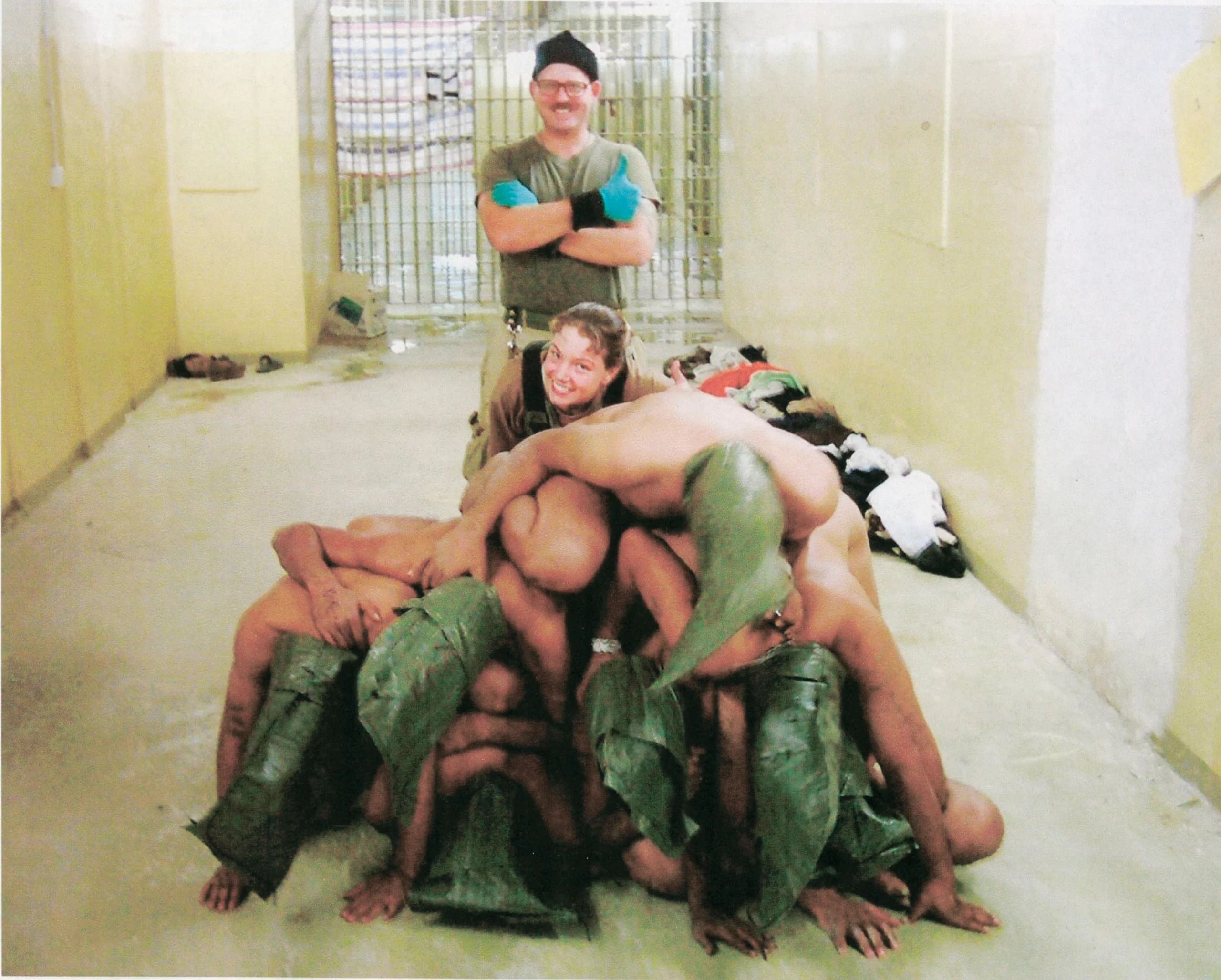
Une des photographies prises à Abou Ghraib qui provoquèrent le scandale

- 2005 - Gitmo - The New Rules of War (en) de Erik Gandini, Tarik Saleh.
- 2006 - Iraq for Sale: The War Profiteers (en) de Robert Greenwald.
- 2008 - Standard Operating Procedure de Errol Morris.